# Ozoir-le-Breuil
Ozoir-le-Breuil är en kommun i departementet Eure-et-Loir i regionen Centre-Val de Loire strax norr om centrala Frankrike. Kommunen ligger i kantonen Châteaudun som tillhör arrondissementet Châteaudun. År 2018 hade Ozoir-le-Breuil 435 invånare.

## Befolkningsutveckling
Antalet invånare i kommunen Ozoir-le-Breuil
Referens:INSEE